# Kao Jü
Kao Jü (čínsky 高 瑜, * 23. února 1944 Čchung-čching) je čínská novinářka a disidentka, opakovaně vězněna čínským režimem.

## Život

### Mládí a studia
Kao se narodila 23. února 1944 v Čchung-čchingu. Studovala na Čínské lidové univerzitě, kde se specializovala na literární teorii. V roce 1977 napsal Kao Jü scénář k filmu Jaro, vyprávějící příběh umělců, kteří byli rehabilitováni poté, co byli během kulturní revoluce pronásledováni.

### Novinářská kariéra a první vězení
Kao zahájila svou novinářskou kariéru v roce 1979 jako reportérka China News Service. V roce 1988 se stala zástupkyní šéfredaktorky časopisu Economics Weekly, časopisu redigovaného intelektuály a ekonomy z řad disidentů. Pracovala také jako nezávislá novinářka pro různé noviny v Číně a v Hongkongu. V listopadu 1988 zveřejnila kritický článek v hongkongském listu Mirror Monthly, který starosta Pekingu, Čchen Si-tchung, prohlásil za „politický program nepokojů a vzpoury“ a samotnou Kao Jü označil jako „lidového nepřítele“. Byla zatčena po protestech na náměstí Nebeského klidu v roce 1989 a propuštěna patnáct měsíců poté kvůli zdravotním důvodům.

### Disent
Kao byla znovu zatčena v říjnu 1993 a v listopadu 1994 odsouzena k šesti letům odnětí svobody za „zveřejnění státního tajemství“. V únoru 1999 byla podmínečně propuštěna.
V roce 2014 byla znovu zatčena, tentokrát několik týdnů před 25. výročím masakru na náměstí Nebeského klidu. Zadržení sedmdesátileté novinářky bylo jedním z několika zadržení kritiků vlády před politicky citlivým 4. červencem.
V dubnu 2015 pekingský nejvyšší soud obvinil Kao z úniku státního tajemství a odsoudil ji k sedmi letům vězení. Důvodem mělo být to, že Kao zaslala tzv. Dokument č. 9 zahraničním organizacím (dokument však byl v tu dobu uveřejněn online). Po odvolání byl její trest 26. listopadu 2015 snížen na pět let. Od roku 2016 vykonává svůj pětiletý trest v domácím vězení.
Německý prezident Joachim Gauck se při své první státní návštěvě Číny v březnu 2016 vyjádřil i k případu Kao Jü, neboť Kao byla dopisovatelkou německé vysílací společnosti Deutsche Welle. Po Guackově komentáři proběhla razie v jejím bytě, načež policie zničila její zápisky a zdemolovali jí domov. Kao se kvůli nátlaku a vysokému krevnímu tlaku zhroutila. Později uvedla, že razie byla nezákonná a státní orgány o ní předem neinformovaly. Některé zdroje tvrdí, že razie byla odvetou za komentáře německého prezidenta. Její domov byl však zdemolován již dříve, a to při jejím zatčení roku 2014.
V současnosti komentuje politické a další dění na sociální síti Twitter.

## Ocenění
V roce 1995 (během svého prvního vězení) získala Zlaté pero svobody WAN-IFRA (Světové asociace novin). V roce 1995 jí byla udělena cena Reportérů bez hranic. V březnu 1999 se stala první novinářkou, která získala Cenu svobody tisku UNESCO/Guillermo Cano. Roku 2000 byla jmenována jednou z 50 hrdinů/hrdinek svobody tisku 20. století Mezinárodního novinového institutu (IPI).